# 高校生直木賞
高校生直木賞（こうこうせいなおきしょう）は、高校生が選考を行う日本の文学賞。
フランスの文学賞、ゴンクール賞の候補に挙げられた作品の中から最も優れた作品を高校生が選ぶ「高校生ゴンクール賞」を模範として創設された。明治大学文学部准教授で文芸評論家の伊藤氏貴によって企画された。直近の1年間に直木三十五賞の候補に挙げられた作品の中から、最終候補作5 - 6作を決定した後、最も優れた作品を全国の高校生が選考する。
2014年の第1回は、全国の4つの高校が参加する形で開催されたが、回を重ねるごとに参加校数は増加している。2015年の第2回からは、参加校を公募している。2018年の第5回からは、文部科学省が後援している。

## 受賞作一覧
受賞作および候補作は以下のとおり。年は受賞作の発表年。
| 回（年）         | 賞   | 受賞作                     | 著者         | 初刊                 |
| ---------------- | ---- | -------------------------- | ------------ | -------------------- |
| 第1回（2014年）  | 大賞 | 巨鯨の海                   | 伊東潤       | 2013年4月 光文社     |
| 第1回（2014年）  | 候補 | ジヴェルニーの食卓         | 原田マハ     | 2013年3月 集英社     |
| 第1回（2014年）  | 候補 | 望郷                       | 湊かなえ     | 2013年1月 文藝春秋   |
| 第1回（2014年）  | 候補 | 恋歌                       | 朝井まかて   | 2013年8月 講談社     |
| 第1回（2014年）  | 候補 | 王になろうとした男         | 伊東潤       | 2013年7月 文藝春秋   |
| 第1回（2014年）  | 候補 | あとかた                   | 千早茜       | 2013年6月 新潮社     |
| 第2回（2015年）  | 大賞 | 宇喜多の捨て嫁             | 木下昌輝     | 2014年10月 文藝春秋  |
| 第2回（2015年）  | 候補 | サラバ！（上・下）         | 西加奈子     | 2014年11月 小学館    |
| 第2回（2015年）  | 候補 | 悟浄出立                   | 万城目学     | 2014年7月 新潮社     |
| 第2回（2015年）  | 候補 | 本屋さんのダイアナ         | 柚木麻子     | 2014年4月 新潮社     |
| 第2回（2015年）  | 候補 | 満願                       | 米澤穂信     | 2014年3月 新潮社     |
| 第3回（2016年）  | 大賞 | ナイルパーチの女子会       | 柚木麻子     | 2015年3月 文藝春秋   |
| 第3回（2016年）  | 候補 | つまをめとらば             | 青山文平     | 2015年7月 文藝春秋   |
| 第3回（2016年）  | 候補 | 東京帝大叡古教授           | 門井慶喜     | 2015年3月 小学館     |
| 第3回（2016年）  | 候補 | 永い言い訳                 | 西川美和     | 2015年2月 文藝春秋   |
| 第3回（2016年）  | 候補 | 戦場のコックたち           | 深緑野分     | 2015年8月 東京創元社 |
| 第3回（2016年）  | 候補 | 羊と鋼の森                 | 宮下奈都     | 2015年9月 文藝春秋   |
| 第4回（2017年）  | 大賞 | また、桜の国で             | 須賀しのぶ   | 2016年10月 祥伝社    |
| 第4回（2017年）  | 候補 | 十二人の死にたい子どもたち | 冲方丁       | 2016年10月 文藝春秋  |
| 第4回（2017年）  | 候補 | 蜜蜂と遠雷                 | 恩田陸       | 2016年9月 幻冬舎     |
| 第4回（2017年）  | 候補 | 暗幕のゲルニカ             | 原田マハ     | 2016年3月 新潮社     |
| 第4回（2017年）  | 候補 | 家康、江戸を建てる         | 門井慶喜     | 2016年2月 祥伝社     |
| 第4回（2017年）  | 候補 | 海の見える理髪店           | 荻原浩       | 2016年3月 集英社     |
| 第5回（2018年）  | 大賞 | くちなし                   | 彩瀬まる     | 2017年10月 文藝春秋  |
| 第5回（2018年）  | 候補 | 銀河鉄道の父               | 門井慶喜     | 2017年9月 講談社     |
| 第5回（2018年）  | 候補 | 月の満ち欠け               | 佐藤正午     | 2017年4月 岩波書店   |
| 第5回（2018年）  | 候補 | 火定                       | 澤田瞳子     | 2017年11月 PHP研究所 |
| 第5回（2018年）  | 候補 | あとは野となれ大和撫子     | 宮内悠介     | 2017年4月 KADOKAWA   |
| 第6回（2019年）  | 大賞 | 熱帯                       | 森見登美彦   | 2018年11月 文藝春秋  |
| 第6回（2019年）  | 候補 | 破滅の王                   | 上田早夕里   | 2017年11月 双葉社    |
| 第6回（2019年）  | 候補 | ファーストラヴ             | 島本理生     | 2018年5月 文藝春秋   |
| 第6回（2019年）  | 候補 | 未来                       | 湊かなえ     | 2018年5月 双葉社     |
| 第6回（2019年）  | 候補 | ベルリンは晴れているか     | 深緑野分     | 2018年9月 筑摩書房   |
| 第7回（2020年）  | 大賞 | 渦 妹背山婦女庭訓 魂結び   | 大島真寿美   | 2019年3月 文藝春秋   |
| 第7回（2020年）  | 候補 | 平場の月                   | 朝倉かすみ   | 2018年12月 光文社    |
| 第7回（2020年）  | 候補 | 嘘と正典                   | 小川哲       | 2019年9月 早川書房   |
| 第7回（2020年）  | 候補 | 熱源                       | 川越宗一     | 2019年8月 文藝春秋   |
| 第7回（2020年）  | 候補 | トリニティ                 | 窪美澄       | 2019年3月 新潮社     |
| 第8回（2021年）  | 大賞 | 雲を紡ぐ                   | 伊吹有喜     | 2020年1月 文藝春秋   |
| 第8回（2021年）  | 大賞 | オルタネート               | 加藤シゲアキ | 2020年11月 新潮社    |
| 第8回（2021年）  | 候補 | 八月の銀の雪               | 伊与原新     | 2020年10月 新潮社    |
| 第8回（2021年）  | 候補 | 心淋し川                   | 西條奈加     | 2020年9月 集英社     |
| 第8回（2021年）  | 候補 | 少年と犬                   | 馳星周       | 2020年5月 文藝春秋   |
| 第9回（2022年）  | 大賞 | 同志少女よ、敵を撃て       | 逢坂冬馬     | 2021年11月 早川書房  |
| 第9回（2022年）  | 候補 | スモールワールズ           | 一穂ミチ     | 2021年4月 講談社     |
| 第9回（2022年）  | 候補 | 塞王の楯                   | 今村翔吾     | 2021年10月 集英社    |
| 第9回（2022年）  | 候補 | テスカトリポカ             | 佐藤究       | 2021年2月 KADOKAWA   |
| 第9回（2022年）  | 候補 | 星落ちて、なお             | 澤田瞳子     | 2021年5月 文藝春秋   |
| 第9回（2022年）  | 候補 | 黒牢城                     | 米澤穂信     | 2021年6月 KADOKAWA   |
| 第10回（2023年） | 大賞 | 汝、星のごとく             | 凪良ゆう     | 2022年8月 講談社     |
| 第10回（2023年） | 候補 | 地図と拳                   | 小川哲       | 2022年6月 集英社     |
| 第10回（2023年） | 候補 | 夜に星を放つ               | 窪美澄       | 2022年5月 文藝春秋   |
| 第10回（2023年） | 候補 | しろがねの葉               | 千早茜       | 2022年9月 新潮社     |
| 第10回（2023年） | 候補 | スタッフロール             | 深緑野分     | 2022年4月 文藝春秋   |
| 第11回（2024年） | 大賞 | ラウリ・クースクを探して   | 宮内悠介     | 朝日新聞出版         |
| 第11回（2024年） | 候補 | ともぐい                   | 河﨑秋子     | 新潮社               |
| 第11回（2024年） | 候補 | 襷がけの二人               | 嶋津輝       | 文藝春秋             |
| 第11回（2024年） | 候補 | 木挽町のあだ討ち           | 永井紗耶子   | 新潮社               |
| 第11回（2024年） | 候補 | 八月の御所グラウンド       | 万城目学     | 文藝春秋             |
| 第12回（2025年） | 大賞 | 虚の伽藍                   | 月村了衛     | 新潮社               |
| 第12回（2025年） | 候補 | 令和元年の人生ゲーム       | 麻布競馬場   | 文藝春秋             |
| 第12回（2025年） | 候補 | ツミデミック               | 一穂ミチ     | 光文社               |
| 第12回（2025年） | 候補 | 藍を継ぐ海                 | 伊与原新     | 新潮社               |
| 第12回（2025年） | 候補 | 飽くなき地景               | 荻堂顕       | KADOKAWA             |